# Potamogeton × anguillanus
Potamogeton × anguillanus là một loài thực vật có hoa lai ghép trong họ Potamogetonaceae. Loài này được Koidz. miêu tả khoa học đầu tiên năm 1929.